# Розчарування

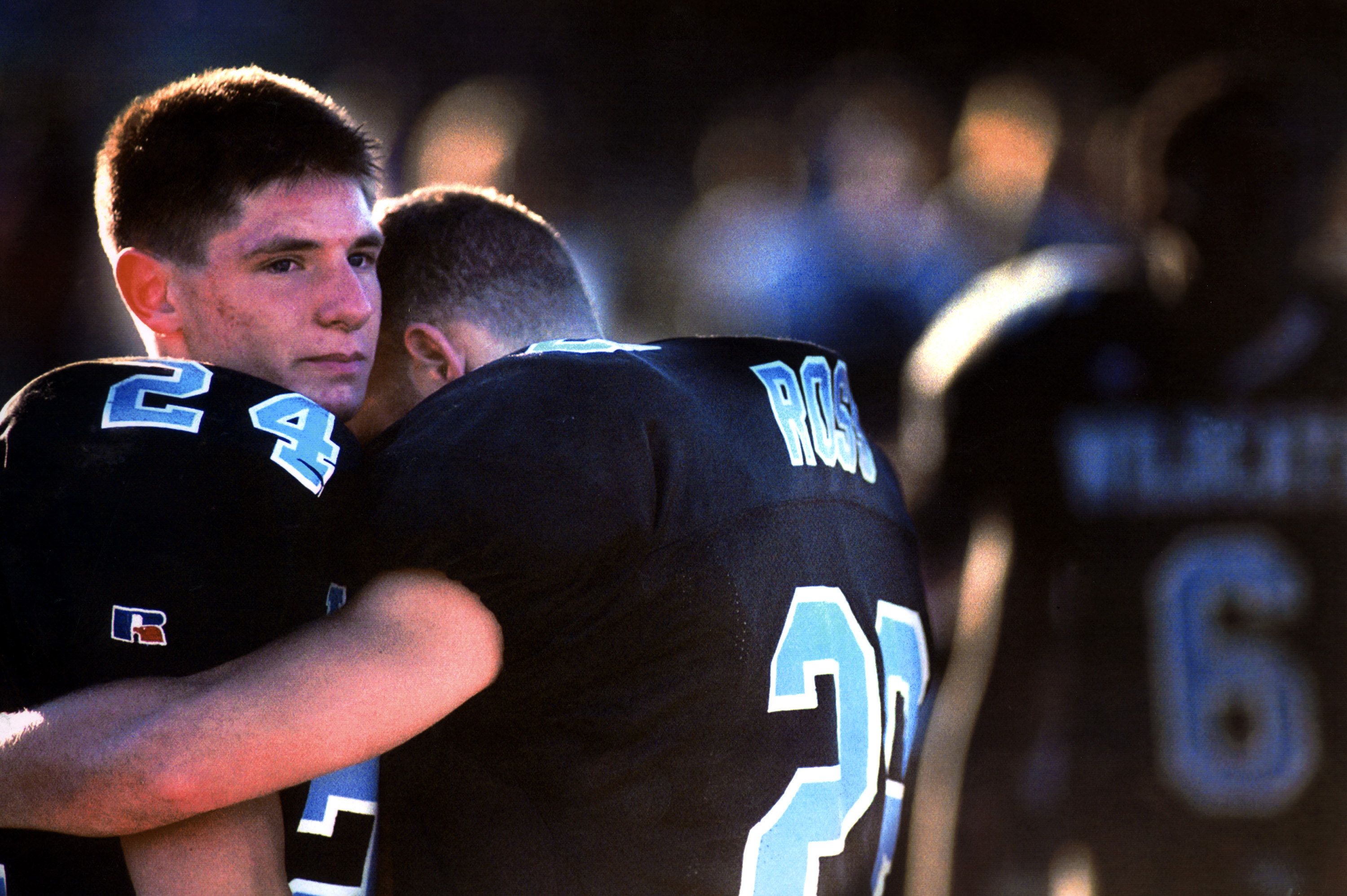
Розчарування, виражене командою гравців в американський футбол, опісля своєї поразки

Розчарува́ння — негативно забарвлене почуття, викликане нездійсненими очікуваннями, надіями або мріями; почуття незадоволеності з приводу чого-небудь, що не виправдало себе, з невдалого. Розчарування можна вважати однією з форм фрустрації, але у випадку розчарування людина перестає боротися за отримання бажаного.